# 26761 Stromboli
26761 Stromboli este o planetă minoră (asteroid), cu un diametru de 16,835 km, din centura de asteroizi. A fost descoperită pe 24 septembrie 1960 la Observatorul Palomar de Cornelis Johannes van Houten și a fost numită după Stromboli. 
Obiectul prezintă o orbită caracterizată de o semiaxă mare de 4,0042165 UAi, o excentricitate de 0,17, o înclinație de 3,54116 ° în raport cu ecliptica.